# Bunocephalus doriae
Bunocephalus doriae är en fiskart som beskrevs av George Albert Boulenger 1902. Bunocephalus doriae ingår i släktet Bunocephalus och familjen Aspredinidae. Inga underarter finns listade.